# Sirio (1883)
El Sirio era un transatlántico italiano que naufragó frente a las costas del cabo de Palos (Cartagena, Región de Murcia), España en el año 1906, dando lugar a una gran cantidad de víctimas mortales.

## Historia
El vapor fue construido en Glasgow (Reino Unido), en los astilleros de Robert Napier and Sons, para la naviera Navigazione Generale Italiana, y fue botado el 26 de marzo de 1883. Salió del puerto de Glasgow el 19 de junio de 1883 para llegar a Génova el 27 de junio y realizar el primero de sus 135 viajes trasatlánticos el 15 de julio del mismo año. El Sirio cubría la ruta Génova-Buenos Aires, con escala en Barcelona, Cádiz, Canarias, Cabo Verde, Río de Janeiro, Santos y Montevideo. En sus viajes, transportó a gran cantidad de emigrantes europeos hacia América.

### Naufragio

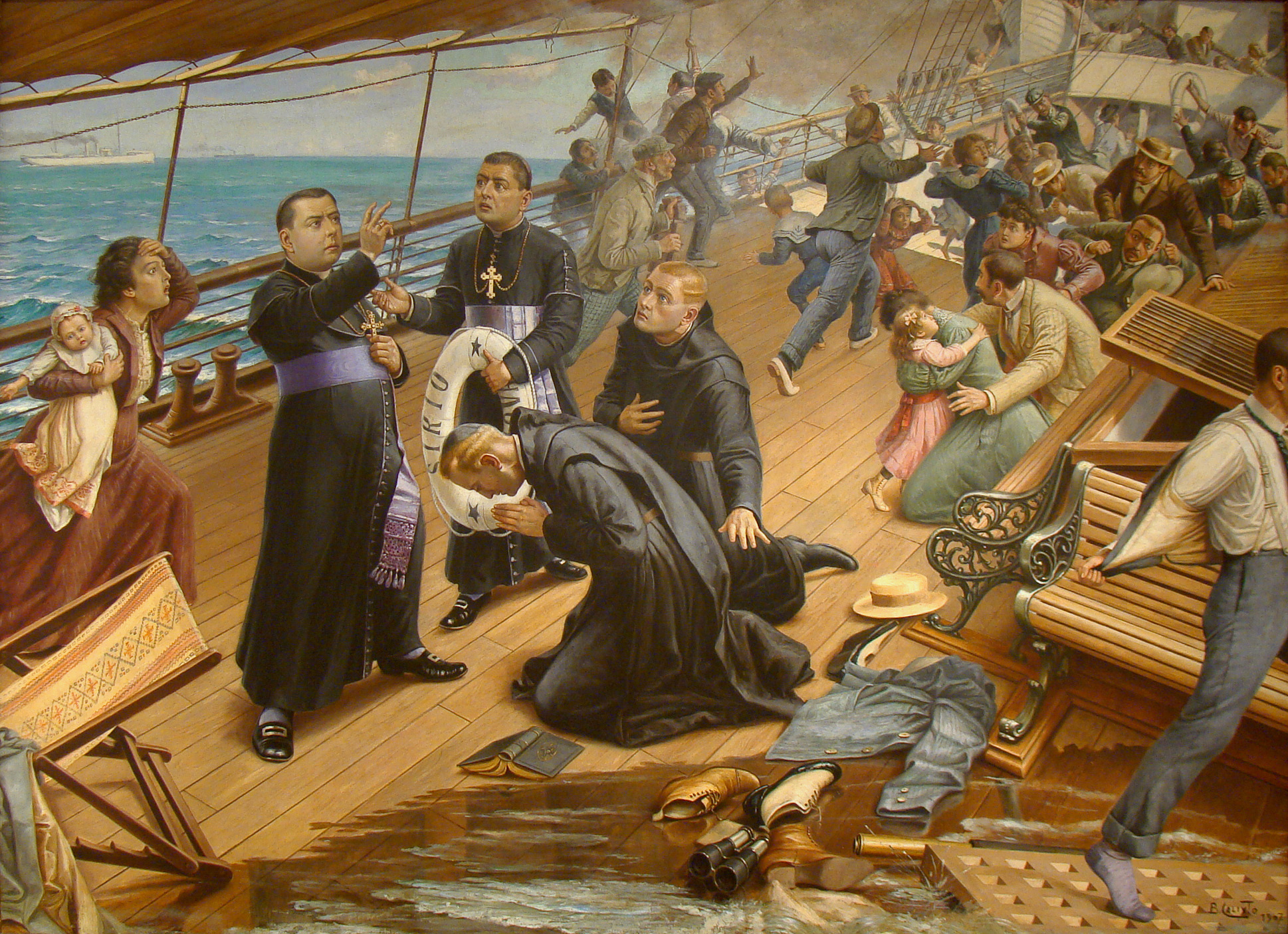
El naufragio del Sirio. Óleo de Benedito Calixto en el Museo de Arte Sacro de Sao Paulo (Brasil).

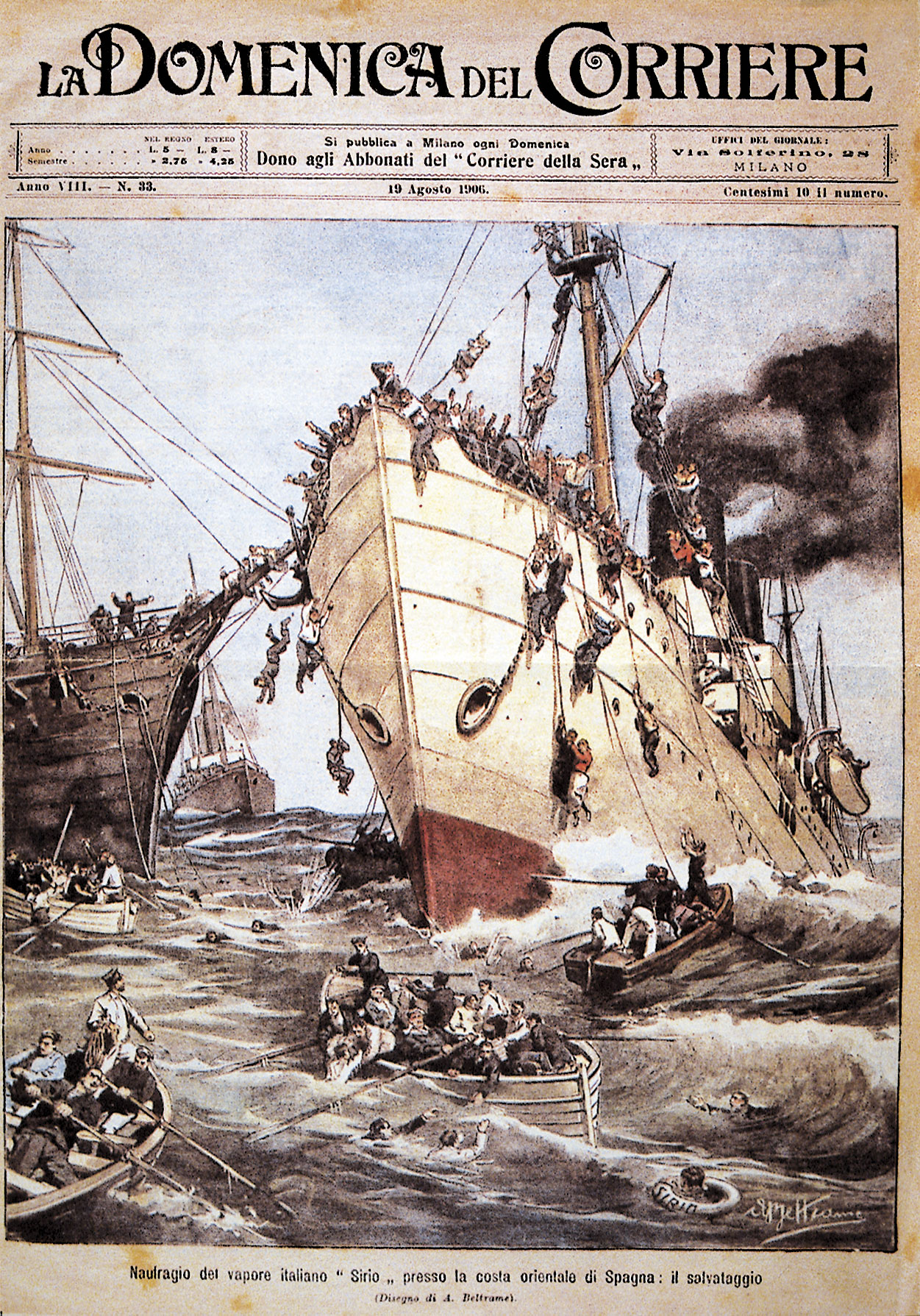
Naufragio del vapor italiano Sirio en la costa oriental de España: el rescate (Diseño de A. Beltrame).. La Domenica del Corriere.

El buque, capitaneado por Giuseppe Piccone, zarpó de Génova el 2 de agosto de 1906 con destino a Brasil, Uruguay y Argentina, con escalas previstas en Barcelona y Cádiz.
El 4 de agosto, el barco pasó frente a las costas del cabo de Palos. En este punto de la costa, el promontorio del cabo se sumerge en el agua y continúa linealmente hasta resurgir en las islas Hormigas. La profundidad del agua en toda esta línea puede llegar a ser muy escasa, llegando en algunas zonas, denominadas bajos, a unos tres o cuatro metros. Todas las rutas marítimas de la época bordeaban las islas para evitar el peligro de estos bajos, a causa de los cuales ya se habían producido otros naufragios, como el del Nord-America (1883) y el del Minerva (1899). Por otro lado, sobre el cabo de Palos se había construido en 1864 un gran faro que avisaba del peligro de esta costa. Por eso, en su momento, fue inexplicable que el capitán del barco tomara la decisión de dirigir la ruta del barco entre el cabo y las islas, aunque posteriormente se descubrió que el capitán embarcaba pasaje de forma ilegal, como era habitual en la época. Después de tocar en Barcelona, el Sirio fondeó frente a Alcira y tenía previsto embarcar más emigrantes en Águilas, Almería y Málaga.
A las 16:00 horas el barco sufrió un fuerte impacto al chocar con el "bajo de fuera" y quedó varado sobre el mismo, con la proa elevada y escorándose a estribor. Como consecuencia de la colisión, se hundieron los compartimentos de popa y se produjo la explosión de las calderas. El capitán del barco y los miembros de la tripulación fueron de los primeros en embarcarse en un bote salvavidas, abandonando a los pasajeros a su suerte. Nadie organizó la evacuación del Sirio, y se desató el pánico y una lucha feroz por la supervivencia entre los pasajeros.
Desde el cercano puerto de Cabo de Palos se organizaron por parte de los pescadores locales las tareas de salvamento. Especialmente reconocida fue la labor de Vicente Buigues, patrón del barco Joven Miguel, que salvó a unas 400 personas, aunque también participaron varios barcos de pesca más, conocidos localmente como «laúdes».
La ciudad de Cartagena acogió a los supervivientes durante varios días, hasta que se les pudo reubicar en distintos barcos, dependiendo de su destino. El trasatlántico Italia partió el 13 de agosto con 310 de los náufragos del Sirio hacia Buenos Aires, mientras que el Ravena llevó a 50 pasajeros hacia Brasil. Quienes quisieron volver a Génova lo hicieron a bordo del Orione, y los náufragos catalanes volvieron a Barcelona en el vapor Diana. Los enfermos, por su parte, quedaron atendidos en los centros de salud de la ciudad hasta que mejorase su estado de salud. Finalmente, la tripulación permaneció a bordo del Adria, atracado en el puerto de Cartagena.

### Consecuencias

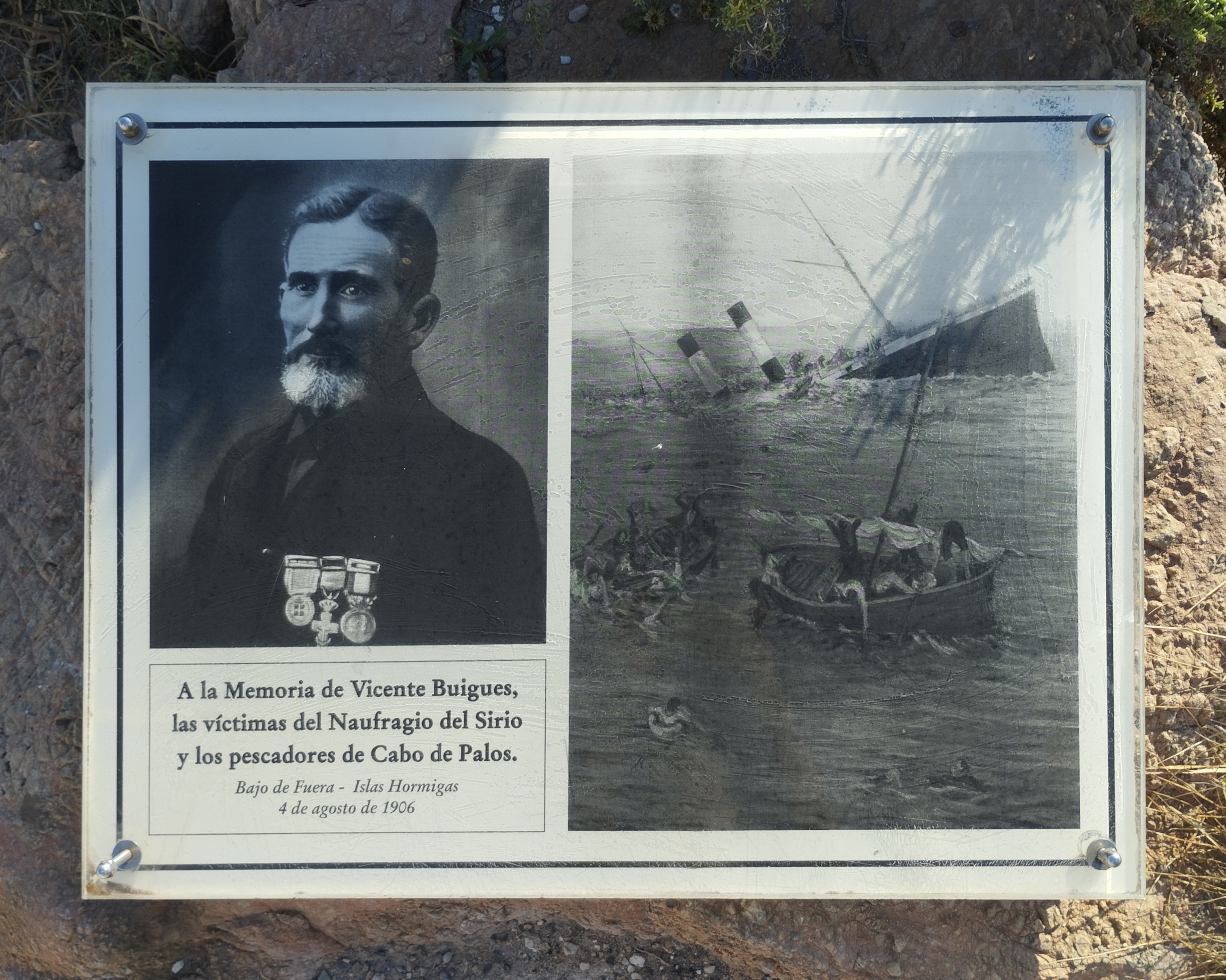
Placa conmemorativa del naufragio en el faro de Cabo de Palos.

No se ha podido establecer con exactitud el número de personas supervivientes ni fallecidas en el naufragio. Se cree que las estimaciones de alrededor de 580 tripulantes salvados y unos 240 fallecidos se quedan cortas, al no tener en cuenta a los emigrantes ilegales que transportaba el barco. Algunas de las figuras conocidas de la época que murieron en el naufragio eran la cantante Lola Millanes Borre y el arzobispo de São Paulo José de Camargo Barros. Entre los supervivientes se encontraban el arzobispo de Pará José Marcondes Homes de Mello, el tenor de ópera José Maristany, el doctor brasileño Eduardo Franca y el cónsul austríaco en Río de Janeiro Leopoldo Politzer.
Los restos del Sirio descansan repartidos a poca profundidad: la popa se encuentra junto a las calderas a unos 40 metros de profundidad, mientras que la proa está a unos 55 metros. Desde la declaración de la reserva marina de Cabo de Palos e Islas Hormigas en 1995 el buceo en la zona está restringido, requiriéndose permiso de la Secretaría General de Pesca para su visita.
El naufragio inspiró la creación de numerosas canciones, como el trovo El Sirio, correo italiano, de José María Marín, y la canción popular italiana Il tragico naufragio della nave Sirio, interpretada por Giovanna Marini y Francesco de Gregori.